# Jak ruchomy cel
Jak ruchomy cel – dwudziesty trzeci singel zespołu Lady Pank, został wydany na płycie CD. Singel był czwartym promującym album Nasza reputacja. Muzyka została skomponowana przez Jana Borysewicza, a autorem tekstu jest Janusz Panasewicz. Na albumie znalazł się również teledysk do utworu „Słońcem opętani”.

## Skład zespołu[3]
- Jan Borysewicz – gitara solowa
- Janusz Panasewicz – śpiew
- Kuba Jabłoński – perkusja
- Krzysztof Kieliszkiewicz – bas
- Andrzej Łabędzki – gitara

## Notowania

### Tygodniowe
| Terytorium | Notowanie                          | Pozycja | Źr.   |
| ---------- | ---------------------------------- | ------- | ----- |
| Polska     | Lista przebojów Programu Trzeciego | 26      | [ 4 ] |
| Polska     | Szczecińska Lista Przebojów        | 29      | [ 5 ] |